# Роберт Баръмов
Роберт Евгени Баръмов е български художник (графика и живопис), куратор и концептуален артист.

## Биография
Роден е на 23 декември 1966 г. в гр. Толбухин (днешен Добрич) в семейството на художничка и скулптор. Никога не е живял в този град, в който родителите му избират да се роди, защото там са били съгласни да запишат детето с желаното от тях име. Израства във Варна. 
Завършва средното си образование в Художествената гимназия „Илия Петров“ в гр. София, а след това учи графика в класа на проф. Стоян Стоянов – Течи във Висшия институт за изобразително изкуство „Николай Павлович“ (днес Национална художествена академия), където се дипломира през 1994 г. Живее дълги години с художничката Жени Кателиева, от която има син Еди, а след това се жени за архитектката Невена Вълчева, от която има двама сина – Макс и Крис.
Главен уредник е в Галерията за графично изкуство – Варна и член на селекционното жури и международното жури за наградите на Деветото международно биенале на графиката през 1997 г. във Варна.
Умира на 4 март 2021 от COVID-19. В съобщението за смъртта му Съюзът на българските художници го признава за един от „най-изявените графици на своето поколение“.

## Награди[7]
| Година    | Награда                                                              |
| --------- | -------------------------------------------------------------------- |
| 2014      | Първа награда, Международно биенале на Гуанджоу график, малък формат |
| 2014      | Избран артист, международен форум Bosco Stregato                     |
| 2012      | Златна панда, Пекин                                                  |
| 2012      | Почетен приз, Милано, Италия                                         |
| 2012      | Сребърен приз, Шанхай, Изложба в Ориентал Перла Кула                 |
| 2011      | Голямата златна награда „Купа Сан Мин“ в Шанхай, Китай               |
| 2011      | Почетна награда в биеналето на Пекин                                 |
| 2011      | Най-доброто произведение на изкуството в биеналето на Пекин          |
| 2010      | Първа награда Fu Xian Zhai, Китай                                    |
| 2009      | Златно отличие, музей на замъка, Малборк                             |
| 2005/2006 | Наградата на Асоциация Chinohanga, Токио, Япония                     |
| 2005/2006 | Награда на журито – графика малък формат, Токио, Япония              |
| 2005      | Награда на журито, Триенале София                                    |
| 2003      | Награда на спонсорите, Екслибрис конкурс, София                      |
| 2003      | Специална награда, Сома Ломбардо, Италия                             |
| 2002      | Първа награда, Варезе Милано – Италия                                |
| 2002      | Награда Златен Бурин – Малборк, Полша                                |
| 2001      | Награда на колекционерите, Стралсунд, Германия                       |
| 2001      | Почетна награда – Триенале София                                     |
| 2000      | Почетен приз, Оренсе, Испания                                        |
| 2000      | Награда – Музей на замъка Малборк, Полша                             |
| 2000      | Специална награда на Jubileo 2000 – Италия                           |
| 1999      | Награда „Буларт България“ за най-добър артист на годината            |
| 1998      | Почетен медал, Малборк, Полша                                        |
| 1998      | Награда, Оренсе, Испания                                             |
| 1998      | Награда – литовски авиокомпании; Конкурс за малка графика            |
| 1997      | Най-добра гравюра, Оренсе, Испания                                   |
| 1997      | Награда за литография, Синт Никлас, Белгия                           |
| 1997      | Най-добра гравюра, Полша                                             |
| 1996      | Награда на колекционерите и медал, Малброк, Полша                    |
| 1995      | Арт Диалог – Париж – Триенале София                                  |
| 1995      | Първа награда и медал, Остров Велкополски, Полша                     |
| 1995      | Трета награда и медал, Гливице, Полша                                |
| 1995      | Награда на Фондация „Отворено общество“ – биенале Варна              |
| 1994      | Награда за най-добър Екслибрис, Югославия                            |
| 1994      | Награда на спонсорите, Вааса, Финландия                              |
| 1993      | Почетен медал, Остров Велкополски, Полша                             |
| 1992      | Втора награда Галерия Au Virage, Швейцария                           |

## Самостоятелни изложби и интервенции[7]
| Година | Изложба |
| ------ | --- |
| 2021   | посмъртна изложба „Миграции в студиото на артиста II“ (23 април – 31 май, 2021) с куратор Маргарита Доровска в Музея на хумора и сатирата – Габрово  |
| 2021   | Интервенции в територия „Бруталити“ в Le Papillon Art Gallery – Варна                                                                                |
| 2021   | изложба „Миграции в студиото на артиста“ с куратор Аксиния Джурова в галерия „Контраст“ – София (19 януари – 12 февруари 2021)                       |
| 2019   | изложба „Резервирани идеи" в Градска художествена галерия – Варна                                                                                    |
| 2018   | изложба „Малки големи истории“ в Галерия „Сезони“ – София съвместно с Онник Каранфилян                                                               |
| 2016   | изложба „Наети въздушни пространства“ в Градска художествена галерия – Варна                                                                         |
| 2016   | exhibition at Vologda museum, Russia |
| 2015   | participation at Diplomatic art – presentation of documentation of Robert Baramov's action at the Venice biennale 2015 in Timisiora, Museum of Banat |
| 2015   | „Невидимо изкуство“ – проект инсталация и видео (6 – 15 февруари), Галерия „Буларт“ – Варна                                                          |
| 2014   | изложба „Балкански приказен реализъм“ в Музея за история на София под патронажа на Президента на Република България                                  |
| 2013   | Izmir, Turkey |
| 2013   | Yifine gallery-Beijing, China |
| 2013   | Curator project “HUMANIMAL’’ at National Museum of Natural History                                                                                   |
| 2013   | изложба „Балкански приказен реализъм II" в Градската художествена галерия – Варна                                                                    |
| 2012   | изложба "Балкански приказен реализъм" в Градската художествена галерия "Станислав Доспевски" – Пазарджик                                             |
| 2012   | изложба в Gallery Boev – Пловдив |
| 2012   | изложба в Градската художествена галерия – Пловдив                                                                                                   |
| 2012   | Beijing Art Museum-installation |
| 2012   | Скръбна вест (обекти/инсталация) – Галерия „Аросита“                                                                                                 |
| 2012   | Municipality center for contemporary art, Plovdiv – guest presentation                                                                               |
| 2011   | Национален природонаучен музей – София |
| 2011   | „BG Paradise: Елитно изкуство за всяка маса във всеки дом“ в галерия „Дяков“ – Пловдив                                                               |
| 2010   | Art Museum Frederikshavn, Denmark |
| 2009   | Deutscher Ring, Germany |
| 2009   | City gallery, Barmstedt |
| 2008   | Long Night of the Museums – Hamburg, Germany |
| 2008   | изложба в Le Papillon Art Gallery – Варна |
| 2002   | City Gallery Steyr – Steyr Austria |
| 2000   | изложба в галерия Bulart – Варна |
| 1999   | Kloster studio Lamspringe Germany |
| 1999   | E/A Gallery Antwerpen, Belgium, 24 април – 9 май Архив на оригинала от 2022-09-02 в Wayback Machine.                                                 |
| 1998   | E/A Gallery Kulturhaus Hannover Germany |
| 1998   | MBP Wroclaw Poland |
| 1998   | изложба в галерия „Шар“ – София |
| 1997   | Art Society Bad Salzdetfurth Germany |
| 1997   | BWA Ostrow Wielkopolski Poland |
| 1996   | BOMA Museum for modern art Bodenburg Germany |
| 1996   | General de Bank Gallery „G“ Charleroi Belgium |
| 1995   | Arthibios-Mons Belgium Gallery |
| 1994   | изложба в галерия Apollo & Mercury – София |
| 1994   | изложба в галерия „Витоша“ – София |